# Gran Premio del Belgio 2020
Il Gran Premio del Belgio 2020 è stata la settima prova della stagione 2020 del campionato mondiale di Formula 1. La gara si è disputata domenica 30 agosto sul circuito di Spa-Francorchamps ed è stata vinta dal britannico Lewis Hamilton su Mercedes, all'ottantanovesimo successo nel mondiale; Hamilton ha preceduto al traguardo il compagno di scuderia, il finlandese Valtteri Bottas e l'olandese Max Verstappen su Red Bull Racing-Honda.

## Vigilia

### Sviluppi futuri
Tutte le scuderie presenti nel campionato firmano per prolungare il Patto della Concordia, in scadenza alla fine di questa stagione, anche nel periodo fra il 2021 e il 2025.
La maggioranza del pacchetto azionario della scuderia britannica Williams viene ceduta da Frank Williams al fondo privato statunitense Dorilton Capital. La scuderia manterrà il suo nome, la denominazione delle monoposto sarà sempre preceduta dalla sigla "FW" e la sede del team rimarrà a Grove.
La Federazione Internazionale dell'Automobile vieta i test sulle piste che ospiteranno gare valide per il mondiale 2020, non utilizzate nel 2019, ovvero il circuito del Mugello, quello del Nürburgring, quello di Portimão e quello di Imola. Alcuni team avevano già previsto degli allenamenti sulla pista di Portimão.
A partire dal Gran Premio d'Italia è vietata la possibilità di modificare la potenza delle power unit durante le qualifiche e la gara. Limitando l'utilizzo delle varie mappature durante il weekend, la Federazione è adesso in grado di controllare meglio la regolarità delle diverse power unit in ogni momento del loro funzionamento.
La FIA conferma il calendario definitivo, che prevede 17 appuntamenti. A distanza di nove anni torna il Gran Premio di Turchia e vengono programmate due gare sul circuito di Manama (oltre alla conferma del Gran Premio del Bahrein, precedentemente posticipato, la seconda gara assume la denominazione di Gran Premio di Sakhir, dal nome della località dove ha sede il circuito). Questo Gran Premio verrà corso su una diversa configurazione del circuito di Manama, chiamata Outer Circuit, caratterizzata da 11 curve e una lunghezza di 3.543 metri. La stagione si conclude con la conferma del Gran Premio di Abu Dhabi, anch'esso precedentemente posticipato. Il Gran Premio di Cina, che era stato rinviato nei mesi precedenti, viene definitivamente cancellato.
Il Gran Premio d'Italia viene confermato nel calendario mondiale fino alla stagione 2025, prolungando di un ulteriore anno il contratto già posto in essere nel 2019.

### Aspetti tecnici
Per questa gara la Pirelli porta le mescole denominate C2, C3 e C4.
La FIA stabilisce due zone dove può essere attivato il DRS: la prima è sul rettilineo del Kemmel, con punto per la determinazione del distacco tra piloti posto prima della seconda curva. La seconda zona è stabilita sul rettilineo dei box, e detection point fissato prima della curva 18.
La Renault monta sulla monoposto affidata a Esteban Ocon una nuova power unit e un nuovo cambio.
A seguito del tragico incidente avvenuto la scorsa stagione durante la feature race di Formula 2 nel quale il pilota francese Anthoine Hubert trovò la morte e il pilota statunitense Juan Manuel Correa ne uscì gravemente ferito, la barriera di gomma posta all'uscita della curva dove Hubert rimbalzò in pista è stata ampliata e allungata. Precedentemente la barriera aveva quattro file di pneumatici per gran parte della sua lunghezza, ma poi si riduceva con due sole file nel punto in cui l’antica uscita della corsia box si univa alla pista.
La Federazione stabilisce che i piloti non potranno tagliare, per più di due volte, i cordoli alle curve 4 (Radillon), 9 e 19. Alla terza infrazione sarà loro mostrata la bandiera bianca e nera. Il cambiamento all'uso dei limiti della pista è dovuto all'eliminazione dell'erba artificiale ai bordi del tracciato.

### Aspetti sportivi
La tenuta del Gran Premio è stata messa in dubbio dallo scoppio della pandemia di COVID-19. La gara è stata, successivamente, confermata, nella sua data originaria del 30 agosto. Il Gran Premio si tiene comunque a porte chiuse, come tutte le gare precedenti, anche a seguito del divieto, imposto dal governo belga, di svolgere eventi di massa, almeno fino al 31 agosto. Le autorità hanno deciso di consentire comunque la tenuta della gara. I team sono autorizzati a ripresentare le loro hospitality.
Da questa stagione, la gara è sponsorizzata da Rolex.
In memoria di Anthoine Hubert, che perse la vita su questo tracciato la stagione precedente, la Formula 2 annuncia che il numero 19 della sua vettura non verrà più utilizzato per la categoria. Un logo disegnato in suo onore che richiama una stella, comprendente del numero 19 e in segno di unità, è mostrato sulle vetture e sui caschi dei piloti di Formula 1, Formula 2 e Formula 3 per tutta la durata del weekend. Un minuto di silenzio viene osservato prima della feature race di Formula 2 e della gara di Formula 1. Il pilota francese Pierre Gasly della Scuderia AlphaTauri indossa un casco speciale dedicato al pilota scomparso.
L'ex pilota di Formula 1 Johnny Herbert è nominato quale commissario aggiunto per la gara. È la prima volta che il britannico ricopre questo ruolo in un weekend di gara.

## Prove

### Resoconto
Valtteri Bottas, nel giorno del suo trentunesimo compleanno, ottiene la migliore prestazione nella sessione del venerdì mattina. Il finlandese ha preceduto di 69 millesimi il compagno di scuderia Lewis Hamilton. Al terzo posto, vicino alle prestazioni delle Mercedes, si è classificato Max Verstappen. La temperatura dell'asfalto è alquanto bassa, tanto da rendere difficile ai piloti il mandare in temperatura gli pneumatici.
Alle spalle dei primi tre si sono piazzate le Racing Point, seguite dall'altro pilota della Red Bull Racing, Alexander Albon, che ha sfruttato la sessione per dei test aerodinamici che simulano un assetto più adatto alla pista bagnata, visto che le previsioni annunciano pioggia per la gara.
Non hanno ottenuto tempi le due Haas e Antonio Giovinazzi. Tutte queste vetture sono state fermate da problemi alla power unit, per tutti e tre fornita dalla Ferrari.
Nella sessione pomeridiana Verstappen fa ancora meglio rispetto a quella mattutina, scalando in testa alla classifica. L'olandese ha preceduto Daniel Ricciardo su Renault di 48 millesimi. Staccato di quasi un decimo dal tempo del primo resta Lewis Hamilton. Ricciardo, dopo aver ottenuto la significativa prestazione, ha dovuto interrompere la sessione per un problema al propulsore. Hamilton, dal canto suo, ha testato varie soluzioni aerodinamiche ed elettroniche nel caso la gara dovesse svolgersi con la pioggia. Le Mercedes hanno dimostrato, nel complesso, un buon adattamento alla simulazione di gara.
La buona prestazione della Red Bull Racing è stata completata dal quarto tempo di Albon. Chi invece dimostra scarsa competitività sono le vetture motorizzate dalla Ferrari. Charles Leclerc ha chiuso col quindicesimo tempo, preceduto anche dalle due Alfa Romeo Racing, mentre Sebastian Vettel è diciassettesimo. In fondo alla griglia ci sono le Haas, che dopo i problemi del mattino, hanno comunque potuto girare regolarmente. Le due Ferrari non facevano registrare una prestazione così deludente durante le prove libere dal Gran Premio del Sudafrica 1993, quando all'epoca Jean Alesi e Gerhard Berger si piazzarono rispettivamente quindicesimo e ventiquattresimo nella sessione unica.
La sessione del sabato è penalizzata da una leggera pioggia, che rende umida una parte del tracciato. Con la pista che è migliorata nei minuti finali della sessione, le scuderie hanno approfittato della situazione, creando un certo traffico sul tracciato.
Lewis Hamilton ha colto il miglior rilievo cronometrico, davanti a Esteban Ocon su Renault, che ha potuto godere di una nuova modalità di sfruttamento della power unit, staccato di due decimi. Al terzo posto si è classificato Lando Norris su McLaren. L'altro pilota della Mercedes, Bottas, ha chiuso col quinto tempo, non trovando mai un giro pulito. Davanti al finlandese si è piazzato anche Alexander Albon, mentre l'altro portacolori della Red Bull Racing, Verstappen, è sesto, penalizzato come Bottas dal traffico nel suo giro più veloce.
Prosegue la difficoltà per le vetture motorizzate dalla Ferrari. Il migliore è Kevin Magnussen, su Haas, quattordicesimo, mentre le vetture di Maranello hanno ottenuto il diciassettesimo tempo con Leclerc e il ventesimo, e ultimo, con Vettel. Per la Ferrari è il peggior risultato ottenuto durante una sessione di prove libere.

### Risultati
Nella prima sessione del venerdì si è avuta questa situazione: 
| Pos | Nº | Pilota          | Costruttore           | Tempo    | Gap    | Giri |
| --- | -- | --------------- | --------------------- | -------- | ------ | ---- |
| 1   | 77 | Valtteri Bottas | Mercedes              | 1'44"493 |        | 18   |
| 2   | 44 | Lewis Hamilton  | Mercedes              | 1'44"562 | +0"069 | 17   |
| 3   | 33 | Max Verstappen  | Red Bull Racing-Honda | 1'44"574 | +0"081 | 20   |

Nella seconda sessione del venerdì si è avuta questa situazione: 
| Pos | Nº | Pilota           | Costruttore           | Tempo    | Gap    | Giri |
| --- | -- | ---------------- | --------------------- | -------- | ------ | ---- |
| 1   | 33 | Max Verstappen   | Red Bull Racing-Honda | 1'43"744 |        | 21   |
| 2   | 3  | Daniel Ricciardo | Renault               | 1'43"792 | +0"048 | 12   |
| 3   | 44 | Lewis Hamilton   | Mercedes              | 1'43"840 | +0"096 | 23   |

Nella sessione del sabato mattina si è avuta questa situazione: 
| Pos | Nº | Pilota         | Costruttore     | Tempo    | Gap    | Giri |
| --- | -- | -------------- | --------------- | -------- | ------ | ---- |
| 1   | 44 | Lewis Hamilton | Mercedes        | 1'43"255 |        | 9    |
| 2   | 31 | Esteban Ocon   | Renault         | 1'43"485 | +0"230 | 9    |
| 3   | 4  | Lando Norris   | McLaren-Renault | 1'43"641 | +0"386 | 12   |

## Qualifiche

### Resoconto
Su pista umida e con nuvole in avvicinamento, sono i piloti della Haas ad affrontare per primi la sessione di qualifica. Poco dopo è Max Verstappen a prendere il comando della graduatoria, con Pierre Gasly che si piazza alle spalle dell'olandese. In seguito si piazza al comando Carlos Sainz Jr. (1'43"322), battuto da Daniel Ricciardo, in 1'43"309. A sorpresa Lewis Hamilton non ottiene il miglior tempo, così come l'altro pilota Mercedes, Valtteri Bottas. La lotta per il passaggio alla Q2 coinvolge George Russell, Charles Leclerc, Antonio Giovinazzi, Nicholas Latifi, Kimi Räikkönen e Sebastian Vettel, relegato in ultima fila provvisoria.
Verstappen si rilancia ancora, migliorandosi di due decimi, e piazzandosi al terzo posto. Nella fase finale di sessione Leclerc cerca di migliorare il suo tempo sfruttando delle scie, ma il monegasco perde del tempo nel primo settore, riuscendo comunque a salire al dodicesimo posto. Anche Grosjean rimonta, al tredicesimo posto, ma entrambi sono battuti da Russell. Migliorano anche le AlphaTauri, che si riportano nei primi 10. Alla fine anche le Ferrari ottengono un tempo valido per il passaggio alla fase seguente. Vengono eliminate le due Haas (con un errore di Magnussen nel giro finale), le due Alfa Romeo Racing e Latifi.
In Q2 optano per gomme a mescola media le Mercedes, le Racing Point e anche Verstappen. Hamilton piazza il tempo di 1'42"014, cinque decimi meno del tempo che valse la pole position nel 2019. Bottas si pone a un decimo da Hamilton e Verstappen a mezzo secondo; vanno male le Racing Point, che chiudono con l'undicesimo e dodicesimo tempo. Peggio delle vetture con livrea rosa fanno le Ferrari, che si piazzano subito alle spalle. Si avvicinano al tempo di Hamilton le due Renault di Ricciardo e Ocon, a circa mezzo secondo, scalando quarto e quinto.
Ricciardo non può effettuare un secondo tentativo, per un problema all'impianto dei freni. A questo punto le Racing Point optano per le coperture soft, e rimontano tra i primi dieci. Rimonta anche il pilota della McLaren, Sainz Jr., così come il compagno di scuderia Lando Norris. Non passano alla Q3 le due AlphaTauri, le due Ferrari e Russell. L'ultima volta che entrambi i piloti della Ferrari erano stati eliminati al termine della Q2 era accaduto nel Gran Premio di Gran Bretagna 2014.
Nella fase decisiva Lewis Hamilton sigla il nuovo record del tracciato (1'41"451). Valtteri Bottas chiude staccato di sei decimi il suo primo giro veloce. Ricciardo riesce a intercalarsi fra le due Mercedes, mentre Verstappen è quarto. Seguono poi Albon, Sainz Jr. e Ocon. Hamilton migliora di nuovo, nel secondo giro veloce, con 1'41"252: così fa anche Bottas, che però resta a più di cinque decimi dal tempo del britannico.
Verstappen scala terzo, con un tempo di appena 15 millesimi più lento di quello di Bottas, mentre non migliora Albon. Guadagna una posizione Ocon, mentre l'altro conduttore della Renault, Ricciardo, rinuncia al suo tentativo. Le Racing Point invece non effettuano altri tentativi. Hamilton conquista la novantatreesima pole position nella massima formula.

### Risultati
Nella sessione di qualifica si è avuta questa situazione:
| Pos                         | Nº | Pilota             | Costruttore               | Q1       | Q2       | Q3       | Griglia |
| --------------------------- | -- | ------------------ | ------------------------- | -------- | -------- | -------- | ------- |
| 1                           | 44 | Lewis Hamilton     | Mercedes                  | 1'42"323 | 1'42"014 | 1'41"252 | 1       |
| 2                           | 77 | Valtteri Bottas    | Mercedes                  | 1'42"534 | 1'42"126 | 1'41"763 | 2       |
| 3                           | 33 | Max Verstappen     | Red Bull Racing-Honda     | 1'43"197 | 1'42"473 | 1'41"778 | 3       |
| 4                           | 3  | Daniel Ricciardo   | Renault                   | 1'43"309 | 1'42"487 | 1'42"061 | 4       |
| 5                           | 23 | Alexander Albon    | Red Bull Racing-Honda     | 1'43"418 | 1'42"193 | 1'42"264 | 5       |
| 6                           | 31 | Esteban Ocon       | Renault                   | 1'43"505 | 1'42"534 | 1'42"396 | 6       |
| 7                           | 55 | Carlos Sainz Jr.   | McLaren-Renault           | 1'43"322 | 1'42"478 | 1'42"438 | 7       |
| 8                           | 11 | Sergio Pérez       | Racing Point-BWT Mercedes | 1'43"349 | 1'42"670 | 1'42"532 | 8       |
| 9                           | 18 | Lance Stroll       | Racing Point-BWT Mercedes | 1'43"265 | 1'42"491 | 1'42"603 | 9       |
| 10                          | 4  | Lando Norris       | McLaren-Renault           | 1'43"514 | 1'42"722 | 1'42"657 | 10      |
| 11                          | 26 | Daniil Kvjat       | AlphaTauri-Honda          | 1'43"267 | 1'42"730 | N.D.     | 11      |
| 12                          | 10 | Pierre Gasly       | AlphaTauri-Honda          | 1'43"262 | 1'42"745 | N.D.     | 12      |
| 13                          | 16 | Charles Leclerc    | Ferrari                   | 1'43"656 | 1'42"996 | N.D.     | 13      |
| 14                          | 5  | Sebastian Vettel   | Ferrari                   | 1'43"567 | 1'43"261 | N.D.     | 14      |
| 15                          | 63 | George Russell     | Williams-Mercedes         | 1'43"630 | 1'43"468 | N.D.     | 15      |
| 16                          | 7  | Kimi Räikkönen     | Alfa Romeo Racing-Ferrari | 1'43"743 | N.D.     | N.D.     | 16      |
| 17                          | 8  | Romain Grosjean    | Haas-Ferrari              | 1'43"838 | N.D.     | N.D.     | 17      |
| 18                          | 99 | Antonio Giovinazzi | Alfa Romeo Racing-Ferrari | 1'43"950 | N.D.     | N.D.     | 18      |
| 19                          | 6  | Nicholas Latifi    | Williams-Mercedes         | 1'44"138 | N.D.     | N.D.     | 19      |
| 20                          | 20 | Kevin Magnussen    | Haas-Ferrari              | 1'44"314 | N.D.     | N.D.     | 20      |
| Tempo limite 107%: 1'49"485 |    |                    |                           |          |          |          |         |

In grassetto sono indicate le migliori prestazioni in Q1, Q2 e Q3.

## Gara

### Resoconto
Non prende il via Carlos Sainz Jr., per un problema alla power unit e allo scarico della sua McLaren.
Alla partenza Lewis Hamilton mantiene il comando della gara, precedendo Valtteri Bottas e Max Verstappen. L'olandese respinge l'attacco di Daniel Ricciardo sul rettilineo del Kemmel. Alle spalle dell'australiano si piazzano Esteban Ocon, Alexander Albon, Lance Stroll e Sergio Pérez. Il messicano è passato poco dopo da Charles Leclerc. La gara del monegasco viene penalizzata da un problema di potenza del motore, che lo porta a perdere alcune posizioni.
Al decimo giro Antonio Giovinazzi perde il controllo della sua Alfa Romeo Racing, sbatte contro le barriere e perde una ruota, che colpisce la Williams di George Russell. I piloti sono incolumi, ma la direzione di gara è costretta a inviare in pista la safety car, per consentire di pulire il tracciato dai detriti e rimuovere le monoposto.
Molti piloti optano per anticipare la sosta, per sostituire gli pneumatici. Tutti montano gomme dure, tranne Albon che utilizza gomme medie. La gara riprende con le posizioni di vertice immutate, tranne che per Pierre Gasly, che non ha cambiato gomme, ed è salito al quarto posto. Alle sue spalle si trova Pérez, che cede il quinto posto a Ricciardo al diciassettesimo passaggio. Il messicano della Racing Point è passato anche da Albon.
L'australiano della Renault scala quarto, passando anche Gasly. Hamilton allunga a tre secondi il margine su Bottas, che vede avvicinarsi Verstappen. Al ventiquattresimo giro Leclerc va ai box, dove viene iniettata dell'aria all'interno del motore, mentre Gasly cede la posizione anche ad Alexander Albon. Il francese dell'AlphaTauri attende il ventiseiesimo giro per il suo cambio gomme.
Nella parte finale della gara Bottas comunica dei problemi alla gamba sinistra, che è indolenzita. Al trentaseiesimo giro Sergio Pérez sorpassa Kvjat per il nono posto, mentre nel giro successivo Lando Norris coglie il settimo posto, passando Stroll. Nello stesso giro c'è un piccolo errore di guida di Hamilton, che va lungo all'ultima chicane, ma non perde il comando del Gran Premio.
In questi ultimi giri della gara le Mercedes sembrano riscontrare problemi agli pneumatici, simili a quelli vissuti nelle gare disputate a Silverstone. La situazione però è sotto controllo e Hamilton può conquistare la sua ottantanovesima vittoria nel mondiale di Formula 1. Il britannico precede Bottas e Verstappen. All'ultimo giro Esteban Ocon strappa il quinto posto ad Albon e Ricciardo e conquista il giro veloce, il primo per la Renault dal Gran Premio del Canada 2010, colto da Robert Kubica. Hamilton raggiunge i 24 297 chilometri in testa, in una gara valida per il campionato mondiale, nuovo record assoluto.

### Risultati
I risultati del Gran Premio sono i seguenti:
| Pos | Nº | Pilota             | Costruttore               | Giri | Tempo/Ritiro           | Griglia | Punti |
| --- | -- | ------------------ | ------------------------- | ---- | ---------------------- | ------- | ----- |
| 1   | 44 | Lewis Hamilton     | Mercedes                  | 44   | 1h24'08"761            | 1       | 25    |
| 2   | 77 | Valtteri Bottas    | Mercedes                  | 44   | +8"448                 | 2       | 18    |
| 3   | 33 | Max Verstappen     | Red Bull Racing-Honda     | 44   | +15"455                | 3       | 15    |
| 4   | 3  | Daniel Ricciardo   | Renault                   | 44   | +18"877                | 4       | 13    |
| 5   | 31 | Esteban Ocon       | Renault                   | 44   | +40"650                | 6       | 10    |
| 6   | 23 | Alexander Albon    | Red Bull Racing-Honda     | 44   | +42"712                | 5       | 8     |
| 7   | 4  | Lando Norris       | McLaren-Renault           | 44   | +43"774                | 10      | 6     |
| 8   | 10 | Pierre Gasly       | AlphaTauri-Honda          | 44   | +47"371                | 12      | 4     |
| 9   | 18 | Lance Stroll       | Racing Point-BWT Mercedes | 44   | +52"603                | 9       | 2     |
| 10  | 11 | Sergio Pérez       | Racing Point-BWT Mercedes | 44   | +53"179                | 8       | 1     |
| 11  | 26 | Daniil Kvjat       | AlphaTauri-Honda          | 44   | +1'10"200              | 11      |       |
| 12  | 7  | Kimi Räikkönen     | Alfa Romeo Racing-Ferrari | 44   | +1'11"504              | 16      |       |
| 13  | 5  | Sebastian Vettel   | Ferrari                   | 44   | +1'12"894              | 14      |       |
| 14  | 16 | Charles Leclerc    | Ferrari                   | 44   | +1'14"920              | 13      |       |
| 15  | 8  | Romain Grosjean    | Haas-Ferrari              | 44   | +1'16"793              | 17      |       |
| 16  | 6  | Nicholas Latifi    | Williams-Mercedes         | 44   | +1'17"795              | 19      |       |
| 17  | 20 | Kevin Magnussen    | Haas-Ferrari              | 44   | +1'25"540              | 20      |       |
| Rit | 99 | Antonio Giovinazzi | Alfa Romeo Racing-Ferrari | 9    | Incidente              | 18      |       |
| Rit | 63 | George Russell     | Williams-Mercedes         | 9    | Collisione con detriti | 15      |       |
| NP  | 55 | Carlos Sainz Jr.   | McLaren-Renault           | 0    | Power unit/Scarico     | –       |       |

Daniel Ricciardo riceve un punto addizionale per aver segnato il giro più veloce della gara.

## Classifiche mondiali

### Piloti
| Pos | Pilota             | Punti |
| --- | ------------------ | ----- |
| 1   | Lewis Hamilton     | 157   |
| 2   | Max Verstappen     | 110   |
| 3   | Valtteri Bottas    | 107   |
| 4   | Alexander Albon    | 48    |
| 5   | Charles Leclerc    | 45    |
| 6   | Lando Norris       | 45    |
| 7   | Lance Stroll       | 42    |
| 8   | Daniel Ricciardo   | 33    |
| 9   | Sergio Pérez       | 33    |
| 10  | Esteban Ocon       | 26    |
| 11  | Carlos Sainz Jr.   | 23    |
| 12  | Pierre Gasly       | 18    |
| 13  | Sebastian Vettel   | 16    |
| 14  | Nico Hülkenberg    | 6     |
| 15  | Antonio Giovinazzi | 2     |
| 16  | Daniil Kvjat       | 2     |
| 17  | Kevin Magnussen    | 1     |

### Costruttori
| Pos | Costruttore               | Punti |
| --- | ------------------------- | ----- |
| 1   | Mercedes                  | 264   |
| 2   | Red Bull Racing-Honda     | 158   |
| 3   | McLaren-Renault           | 68    |
| 4   | Racing Point-BWT Mercedes | 66    |
| 5   | Ferrari                   | 61    |
| 6   | Renault                   | 59    |
| 7   | AlphaTauri-Honda          | 20    |
| 8   | Alfa Romeo Racing-Ferrari | 2     |
| 9   | Haas-Ferrari              | 1     |

## Decisioni della FIA
Al termine della gara la Racing Point riceve un'altra reprimenda da parte dei commissari, come già accaduto nei quattro Gran Premi precedenti, in quanto sulle vetture del team britannico sono state montate le stesse prese d'aria dei freni utilizzate nelle ultime cinque gare. Prima del Gran Premio del 70º Anniversario era stata pubblicata la sentenza nella quale la FIA aveva chiarito che i pezzi contestati sono regolari per le norme tecniche e illegali per quelle sportive. La Ferrari decide di fare appello contro la decisione dei commissari sportivi, ma una settimana dopo la scuderia rinuncia alla protesta, accettando il verdetto dei commissari.
Non vengono invece presi provvedimenti per il pilota della Ferrari Charles Leclerc per aver guidato troppo lentamente prima di schierarsi sulla sua piazzola in griglia di partenza.